# متنزه خليج ويتستون الحكومي
متنزه خليج ويتستون الحكومي تبلغ مساحة متنزه خليج ويتستون الحكومي 2,100 فدان (8.5 كم2) ، وهو متنزه حكومي يقع في مقاطعة لويس في ولاية نيويورك [1]. يقع المتنزه على حافة تل توج ، جنوب لوفيل ، على حدود مدينتي تورين ومارتينسبورغ. يقع الطرف الشرقي من المتنزه بالقرب من طريق ولاية نيويورك رقم 26.

## وصف المتنزه
تم تشييد المتنزه في إخدود يبلغ طوله ثلاثة أميال (4.8 كم) وعمقه 380 قدمًا (120 مترًا) يقطع الجهة الشرقية لحافة تل توج .يوجد فوق هذا الإخدود صهريج ويتستون، الذي يخزن أصنافاً من سمك تايجر مسكلنج ولارج ماوث باس من أجل الصيادين.[2]
يحتوي المتنزه على 62 موقعًا للتخييم ، 20 منها تتضمن وصلات كهربائية.[3] تتواجد أيضًا مناطق لصيد الأسماك ومنطقة للنزهات على طول جدول ويتستون كما تم صنع منطقة للسباحة وملعب.[2] توجد مسارات للمشي لمسافات طويلة ومناطق للقيام بأنشطة التزلج الريفي على الثلج في جميع أنحاء المتنزه ، بما في ذلك طريق على شكل حلقه طوله 6 ميل (9.7 كـم) حول حافة المضيق.[4]

## روابط خارجية
- متنزهات ولاية نيويورك: متنزه خليج ويتستون
- خريطة طريق متنزه خليج ويتستون الحكومي